# Károly Markó
Károly Markó, el vell, també conegut com a Carlo Marco, (Levoča, 25 de setembre de 1791- Vil·les dels Mèdici, Florència, 19 de novembre de 1860) fou un paisatgista eslovac.

## Biografia
Els seus primers estudis els va realitzar com a enginyer a Kolozsvár. Posteriorment es va traslladar a Pest, lloc on va aprendre a copiar gravats, sent el seu mestre el pintor János Jakab Müller
Les seves primeres obres van reprendre els temes del romanticisme hongarès, tals com a paisatges i castells, els quals van ser promoguts en un primer moment per l'Acadèmia de Ciències d'Hongria, així com paisatges topogràfics.
El 1822 va iniciar els seus estudis a l'Acadèmia de Viena on es va enfocar en els estudis de pintura històrica, convertint-se en deixeble de Peter Krafft. També és a l'Acadèmia que va conèixer al que més endavant seria el seu deixeble, Franz Schrotzberg, retratista. Durant la seva estada a Viena, va contreure matrimoni i van néixer els seus fills, entre ells el també pintor Károly Markó, el jove.
Gràcies al suport financer del banquer Geymüller, el 1832 es trasllada a Roma, passant per altres ciutats italianes com Florència i Venècia. És en aquesta ciutat on va tenir contacte amb diversos artistes acadèmics de diferents parts, entre ells Eugenio Landesio. 1840 va obtenir una plaça com a professor en l'Acadèmia de Florència, posteriorment va ser nomenat membre de l'Acadèmia de Ciències d'Hongria.
Des de 1848 fins a la seva mort, va romandre en la Vila Appeggi. En aquest lloc, així com amb alguns viatges a Pest, va continuar amb la seva producció artística, on va tornar a les seves bases, realitzant pintures del paisatge hongarès.